# Alexander (Nueva York)
Alexander es un pueblo ubicado en el condado de Genesee en el estado estadounidense de Nueva York. En el año 2000 tenía una población de 2451 habitantes y una densidad poblacional de 26.6 personas por km².

## Geografía
Alexander se encuentra ubicado en las coordenadas 42°54′06″N 78°15′23″O / 42.90167, -78.25639.

## Demografía
Según la Oficina del Censo en 2000 los ingresos medios por hogar en la localidad eran de $43 500, y los ingresos medios por familia eran $51 364. Los hombres tenían unos ingresos medios de $37 553 frente a los $21 020 para las mujeres. La renta per cápita para la localidad era de $20 031. Alrededor del 6.9% de la población estaban por debajo del umbral de pobreza.